# Le Retour
Le Retour è un film del 2023 scritto e diretto da Catherine Corsini.
È stato presentato in concorso al 76º Festival di Cannes.

## Trama
Quindici anni dopo che una tragedia l'ha spinta a lasciare la Corsica, Khedidja torna sull'isola con le figlie Jessica e Farah per fare da babysitter ai figli di una facoltosa coppia parigina.

## Produzione
Le riprese del film si sono svolte dal 14 settembre al 8 novembre 2022, in Corsica, tra l'Isola Rossa e Castifao, luogo d'origine della famiglia Corsini. Ha avuto un budget di 4,7 milioni di euro.

## Controversie
Il 15 aprile 2023 il quotidiano Le Parisien ha pubblicato una serie di accuse di cattiva condotta di vario genere sul set del film da parte della produzione e della regista, seguito il 19 aprile da Libération con un resoconto di ulteriori accuse:

### Scena non autorizzata con minori
Nonostante per legge il prefetto della Commission des Enfants du Spectacle debba prima approvare la sceneggiatura di ogni film in cui recitano attori di età inferiore ai quindici anni, la produzione ha inviato alla commissione una versione del copione che non includeva una scena di natura intima interpretata da Esther Gohourou e Harold Orsoni, che al momento delle riprese avevano rispettivamente 15 e 17 anni. A causa di questa violazione, il Centre national du cinéma et de l'image animée ha ritirato il suo investimento statale di 580 000 euro, escluso quanto già pagato a cast e troupe.
La produttrice Élisabeth Perez ha dichiarato che tale errore era di natura puramente amministrativa e che la scena era stata girata «nel più completo consenso delle parti e in maniera interamente simulata», inquadrando solo le facce degli attori e senza vero contatto fisico. Corsini ha difeso la natura della scena, sostenendo che mostrasse solo «la natura impacciata dei primi amori [...] suggerendo sì un atto sessuale, ma senza mostrare mai nulla», ed ha dichiarato di aver «preso ogni precauzione necessaria» nel girarla, offrendo a Gohourou e Orsoni di usufruire di un coordinatore di intimità, ma che i due «hanno ritenuto che non fosse necessario, dato che erano vestiti, non dovevano toccarsi e si fidavano l'uno dell'altra». Gohourou ha rilasciato una dichiarazione alla stampa in cui confermava che lei e Orsoni avevano rifiutato il coordinatore di intimità che gli era stato offerto. Corsini e Perez hanno inoltre dichiarato che agli attori era stato offerto, e rifiutato, l'uso di controfigure per la scena.
Corsini ha comunicato di aver tagliato la scena in fase di montaggio su richiesta del co-produttore France 3 Cinéma, che la trovava "innecessaria", nonché «per calmare la gente, cosicché la smettessero di assillare gli attori».

### Accuse di molestie
Secondo le accuse pubblicate dai due quotidiani, si sarebbero verificati inoltre episodi di molestie sessuali nel corso della lavorazione:
È stato sporto un reclamo al Comité Central d'Hygiène et de Sécurité et des Conditions de travail (CCHSCT), che ha visitato il set, nei confronti di Corsini e altri due membri della troupe a causa di "comportamenti inappropriati" verso due attrici. Secondo Corsini e Perez, il CCHSCT non ha riscontrato prove dell'accaduto.
L'attrice originariamente scelta per il ruolo di Jessica ha dichiarato di essere stata licenziata dopo aver detto a Corsini che un istruttore l'aveva «presa per i fianchi» e si era «ripetutamente e con forza» strusciato addosso a lei durante le prove di una scena di ballo. Secondo Libération, l'istruttore in questione non è stato licenziato e la produzione si è limitata a chiedergli di assicurarsi di avere il permesso prima di ogni futuro contatto fisico. Corsini ha negato le accuse, sostenendo che l'attrice fosse stata licenziata perché inadatta alla parte.
Sul set, Gohourou ha accusato una controfigura di averla palpeggiata durante le riprese di una scena in cui era costretta contro una parete. Vista la giovane età dell'attrice, i servizi sociali sono intervenuti, ma Gohourou e la madre hanno deciso di non sporgere denuncia. Corsini e Perez hanno dichiarato di aver condotto un'indagine interna sul caso, ma con risultati inconcludenti.

### Condizioni di lavoro
Nonostante Gohourou fosse in età scolare e le riprese si svolgessero durante l'anno scolastico, la produzione non si è assicurata che l'attrice rimanesse al passo con gli studi e, in violazione alle norme sul lavoro, nessun genitore o tutore era con lei durante le riprese. Un'assistente al casting, un macchinista e il secondo aiuto regista si sarebbero licenziati a causa delle «ripetute umiliazioni» subite. Due attrici e sedici membri della troupe, inoltre, avrebbero scritto una lettere di protesta sulle condizioni di lavoro e, in tutta risposta, Corsini avrebbe ridotto le scene delle attrici.

## Distribuzione
Il film è stato presentato in anteprima il 17 maggio 2023 in concorso al 76º Festival di Cannes. Inizialmente escluso dalla manifestazione a causa delle accuse di cattiva condotta sul set trapelate a pochi giorni dall'annuncio dei film partecipanti il 13 aprile, è stato reintegrato il 24 aprile, in seguito ad un'esaminazione delle accuse da parte del Festival e a diversi appelli, uno firmato da 17 membri della troupe che negavano qualsiasi illecito durante le riprese della scena incriminata, uno firmato da 42 membri troupe che negavano qualsiasi comportamento improprio da parte di Corsini e altre simili da parte degli attori del film, come Denis Podalydès, Esther Gohourou e Aissatou Diallo Sagna.

## Riconoscimenti
- 2023 – Festival di Cannes[7]
  - In concorso per la Palma d'oro